# Al-Musanna
Al-Musanna (arab. المثنى) – jedna z 18 prowincji Iraku. Znajduje się w południowej części kraju. Stolicą prowincji jest miasto Samawa.